# Містер Мік грає в поло
«Містер Мік грає в поло» (англ. Mr. Meek Plays Polo) — коротка науково-фантастична повість Кліффорда Сімака, вперше опублікована журналом «Planet Stories» восени 1944 року.

## Сюжет
Містер Мік зупинився на одному із астероїдів в кільцях Сатурна для ремонту екрана космічного корабля.
Там він зустрів Гаса Гамільтона, який мав колекцію жуків, що харчувались металом і полюбляли розв'язувати математичні задачі.
В цей час туди прибула Генрієта Перкінс із урядового департамента, щоб залагодити конфлікт між старателями 23-го та 37-го секторів. Вона вирішила організувати змагання в космічне поло між секторами.
Містер Мік, який похвалився перед місцевими знанням правил, одразу був вибраний тренером команди.
Про майбутній матч стало широко відомо і на нього почали робити великі ставки. Сам містер Мік побився об заклад з капітаном команди суперників на свій корабель.
Перед грою Гас захворів, і містеру Міку довелось замінити його, грати він мав на кораблі Гаса.
Під час гри, жуки які виявились на кораблі, почали поїдати його, але разом з тим і керувати кораблем збільшуючи рахунок в грі.
Через загрозу жуків для поселення, повертати корабель разом з ними на астероїд було небезпечно.
Містер Мік вирішив від'єднати від корабля двигун і влаштувати аварію.
Коли після матчу йому «посмертно» вручили кубок найкращого гравця, містер Мік добрався до готелю.
Там він позичив скафандр, попросив віддати його кубок Гасу за втрачений корабель і продовжив свою подорож.